# 笹ヶ峰峠
笹ヶ峰（ささがみね）は、四国山地西部に属する山である。また、古より旧土佐街道（北山越）の峠でもあり、笹ヶ峰峠（ささがみねとうげ）と呼ばれる。四国山地西部には他に日本二百名山に選定されている同名の笹ヶ峰が存在し、共に四国百名山に選定されている。

## 概要
周囲には東側に三傍示山(1,158m)、西側に橡尾山(1,222m)など、より高い山が位置し、明確なピークではないため笹ヶ峰自体は山としては際立った存在ではない。しかし、古より旧土佐街道の土佐国と伊予国にまたがる急峻な峠道であり、交通の要衝でもあった。「土佐街道」は伊予側の呼称で、土佐では「北山越」と呼んだ。
古代は太政官道、江戸時代中期、すなわち享保3年（1718年）以降は土佐藩の参勤交代の街道であった。この峠道の愛媛県側である新宮村の上り口は急坂の狭路で難所であり、武士は坂を下る折に脇に差した刀のさや尻がつかえ、腹に廻して通行せざるを得なかったため、腹包丁と呼ばれている。道の駅霧の森の傍には土佐藩主、山内公が宿泊した馬立本陣の門と石垣が面影を残す。幕末には坂本龍馬や板垣退助らもこの峠道を越えたとされる。1964年（昭和39年）には笹ヶ峰の西側に県道5号線の笹ヶ峰隧道が開通し、1987年（昭和62年）には高知自動車道の笹ヶ峰トンネルが開通した。
山頂付近の愛媛県側登山道から三傍示山や塩塚峰などを望む眺望の利く場所もあるが、山頂は眺望はない。山頂は名称通り下草としてスズタケが自生し、ブナ林に覆われる。山頂から南西側へ約200m離れた地点に四等三角点「笹ケ峰」が設置され、1,015.99mとなっている。

## 登山ルート
四国中央市新宮村堂成が登山口(270m)であり、腹包丁(500m)、笠取峠(770m) 、杖立地蔵(1,000m)を経由する旧土佐街道の道沿いに山頂に至る。また高知県側から県道5号線と交差する旧土佐街道沿いに山頂へ至る道もある。道なりには旧土佐街道について解説した高札が随所に立てられ、石畳も一部残る。

## ギャラリー

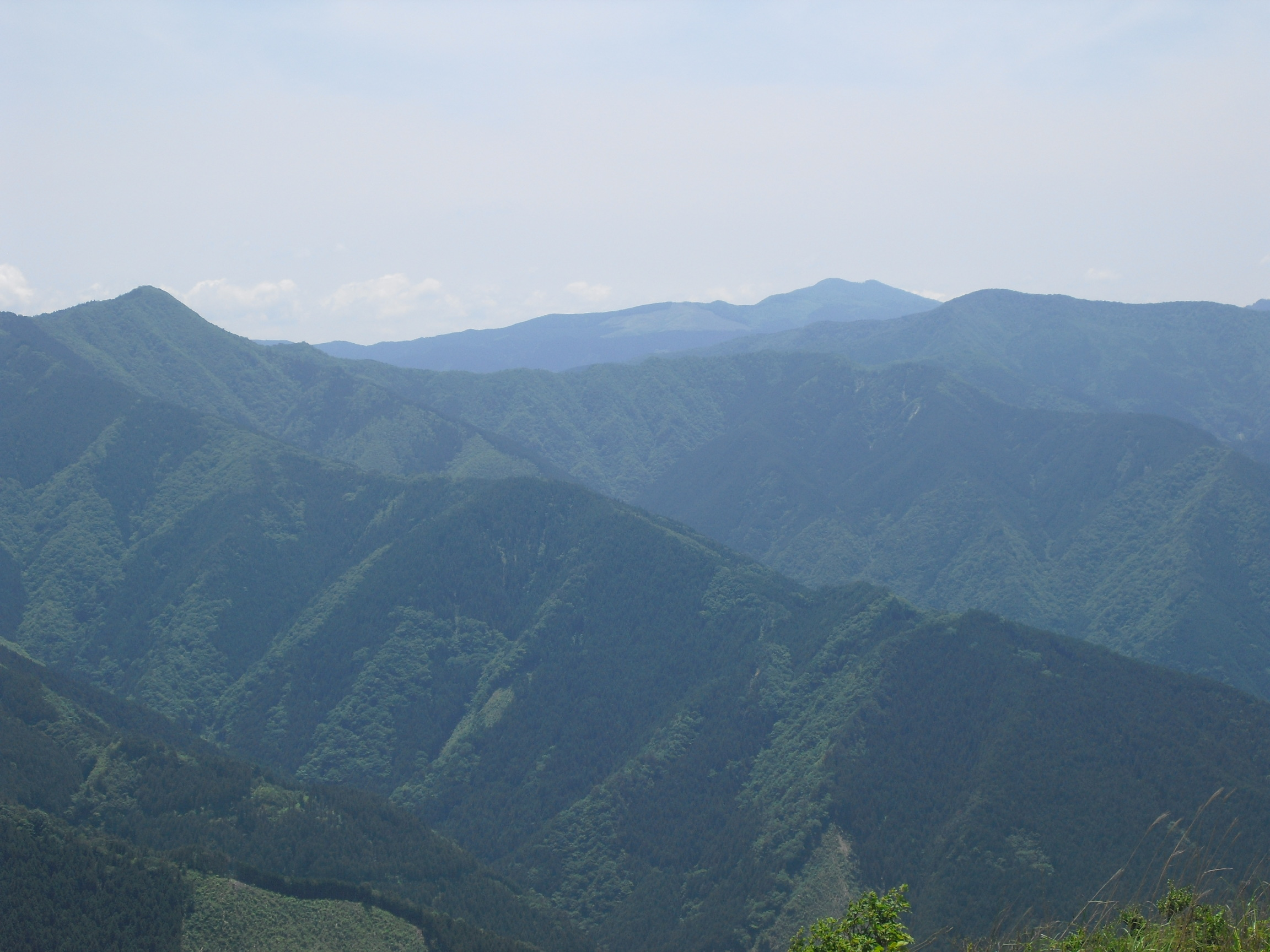
三傍示山（左側）から続く平たい尾根が笹ヶ峰。その奥は白髪山、その右側手前が橡尾山。塩塚峰より。
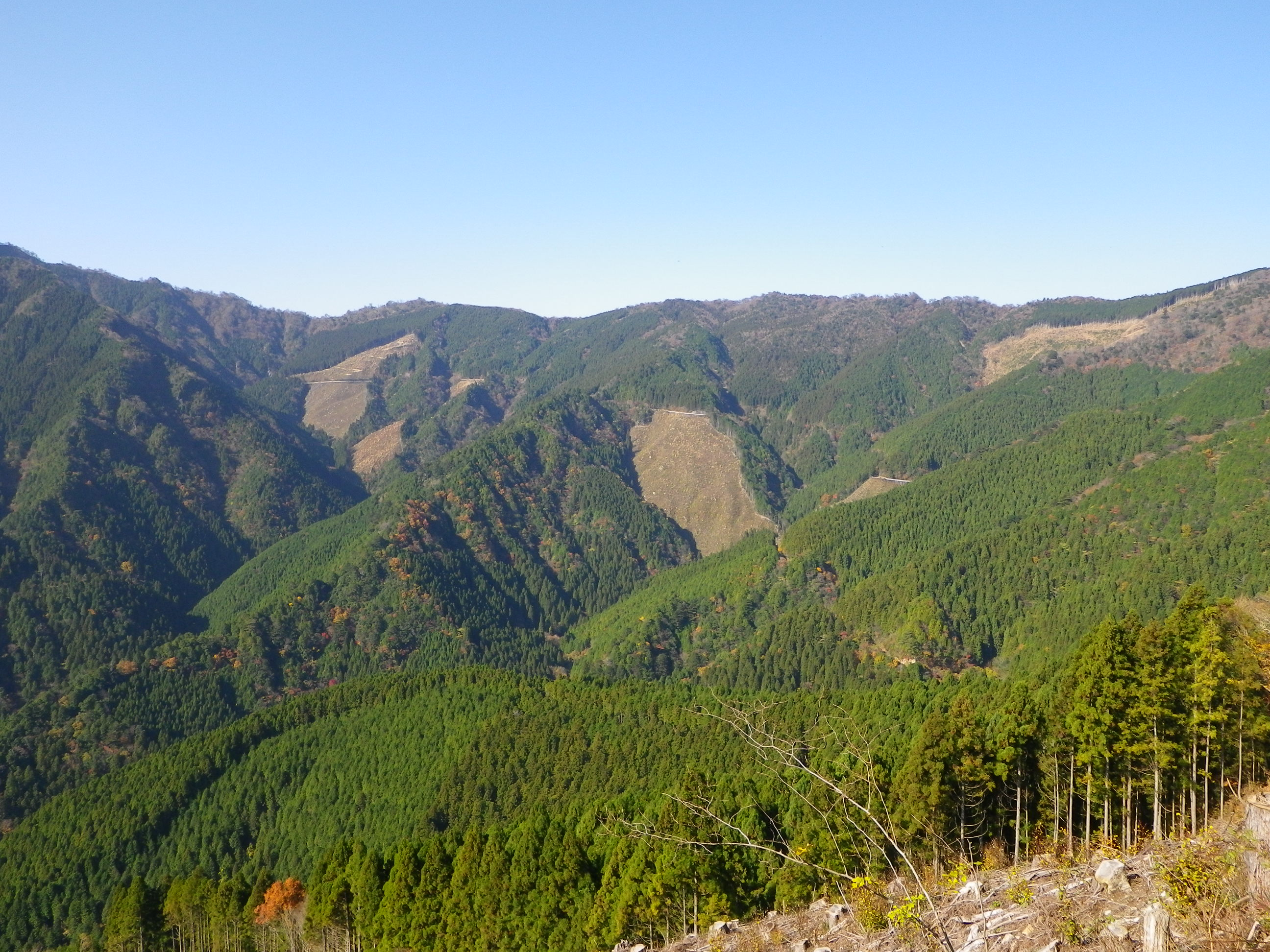
高知県側から望む笹ヶ峰（中央）
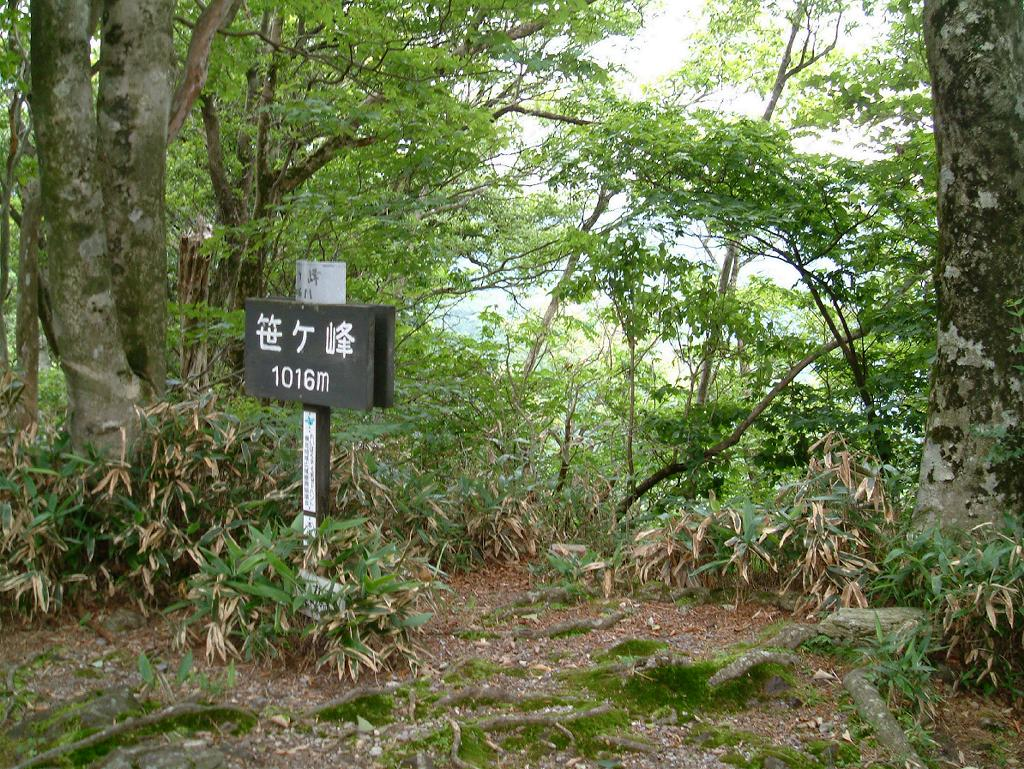
笹ヶ峰の頂上

## 周辺情報
- 道の駅霧の森
- 旧立川番所書院